# Otto von Claer

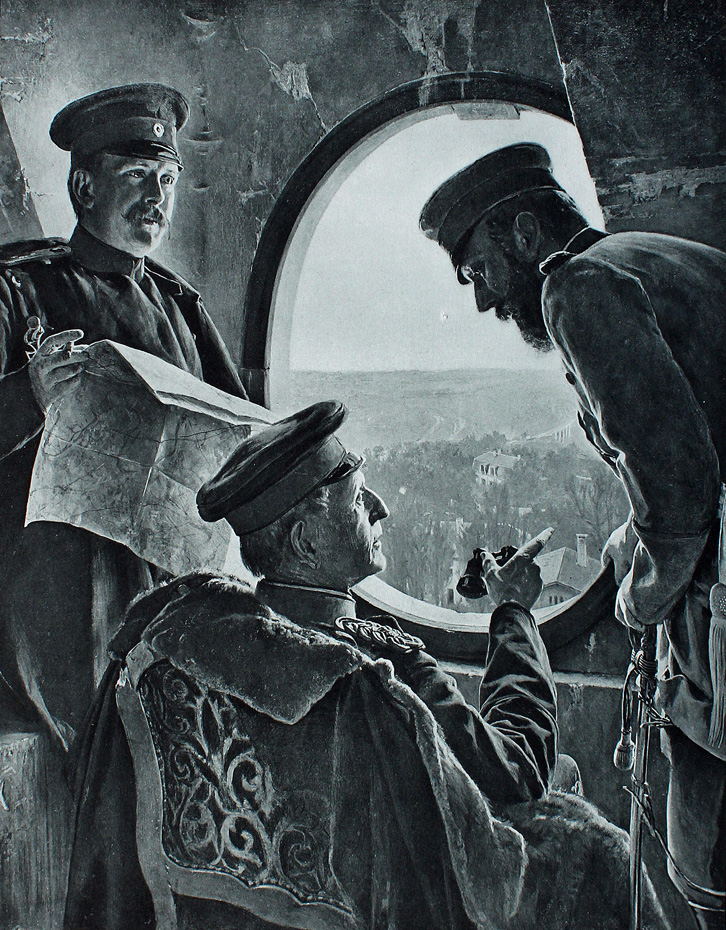
Generalfeldmarschall Graf von Moltke (Mitte) vor Paris mit seinen Adjutanten Henry von Burt (links) und Otto von Claer (Heliogravüre eines Gemäldes von Ferdinand von Harrach)

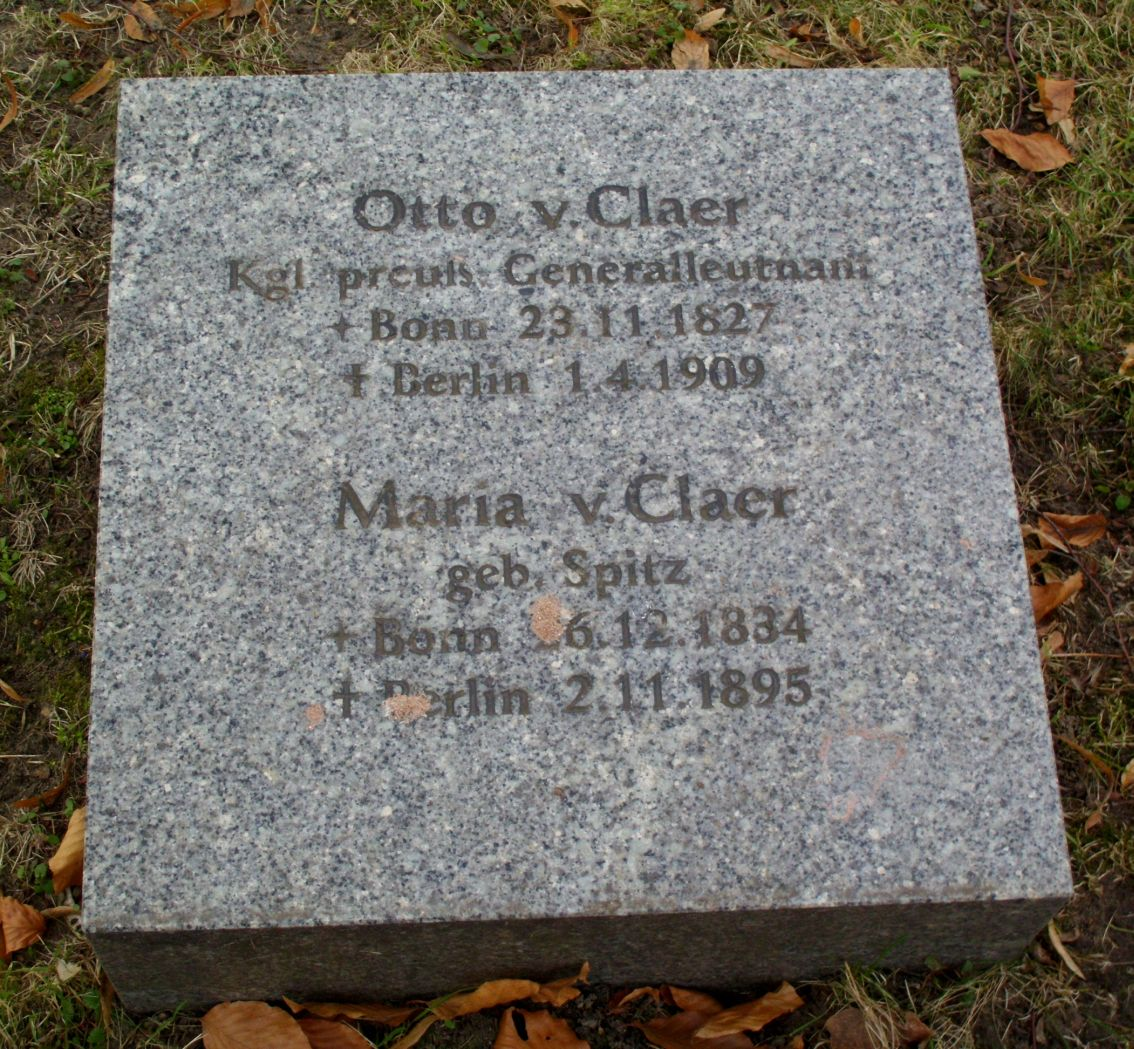
Restitutionsgrabstein für Otto und Maria von Clear auf dem Invalidenfriedhof Berlin (Zustand 2013)

Otto Clemens August von Claer (* 23. November 1827 in Bonn; † 1. April 1909 in Berlin) war ein preußischer Generalleutnant.

## Leben

### Herkunft
Otto war der Sohn des preußischen Domänenrats Franz Bernhard Wilhelm de Claer (1785–1853) und dessen Ehefrau Barbara Henriette Hubertine, geborene Pfingsten (1803–1884).

### Militärkarriere
Claer studierte zunächst Rechtswissenschaften an der Universität Bonn, wo er Mitglied des Corps Palatia war, ehe er im April 1849 als Einjährig-Freiwilliger im 4. Dragoner-Regiment in die Preußische Armee eintrat. Er wurde 1850 Sekondeleutnant und stieg bis März 1864 zum Rittmeister und Eskadronchef auf. In dieser Stellung nahm Claer während des Krieges gegen Österreich 1866 an den Kämpfen bei Nachod, Skalitz, Schweinschädel sowie Königgrätz teil und wurde für seine Leistungen mit dem Roten Adlerorden IV. Klasse mit Schwertern ausgezeichnet.
Nach Kriegsende folgte vom 11. April 1867 bis 21. März 1868 als Adjutant eine Verwendung beim Generalkommando des VI. Armee-Korps. Anschließend unter Belassung in diesem Kommando in das Dragoner-Regiment Nr. 13 versetzt, wurde Claer am 9. Juni 1868 unter Stellung à la suite des Regiments zum Adjutanten des Chefs des Generalstabes der Armee Helmuth von Moltke ernannt. Am 13. November 1868 zum Major befördert, nahm Claer in dieser Stellung 1870/71 am Krieg gegen Frankreich teil. Er machte die Schlachten bei Gravelotte, Sedan und am Mont Valérien sowie die Belagerung von Paris mit und erhielt beide Klassen des Eisernen Kreuzes.
Im Herbst 1876 wurde er zum Oberst befördert und am 4. April 1882 zum Kommandanten von Magdeburg ernannt. 1882 wurde er Generalmajor, im September 1887 Generalleutnant und im Frühjahr 1889 zu den Offizieren von der Armee versetzt.
Anlässlich der Enthüllung des Moltke-Denkmals auf dem Königsplatz in Berlin wurde ihm vom Kaiser der Rote Adlerorden I. Klasse mit Eichenlaub und Schwertern am Ring verliehen.

### Familie
Claer hatte sich am 17. April 1855 in Bonn mit Maria Magdalene Christiane Spitz (1834–1895) verheiratet. Sie war die Tochter des Hofrates und Quästor an der Universität Bonn Joseph Andreas Spitz. Aus der Ehe gingen folgende Kinder hervor:
- Eberhard (1856–1945), preußischer General der Infanterie
- Josepha Barbara Marie Agnes (* 25. Februar 1859 in Lüben; † 30. Januar 1939 in Berlin)
- Maria Klementine Alexandrine (* 19. Oktober 1860 in Danzig; † 16. August 1889 in Stettin) ⚭ Hans von Hopffgarten gen. Heidler, preußischer Hauptmann
- Alexander Karl August (* 11. Juni 1862 in Danzig), preußischer Oberst a. D., Militärattaché in Bukarest und Peking
- Waly Eleonore Josepha (* 21. Oktober 1865 in Haynau)

Otto von Claer wurde an der Seite seiner Frau Maria Spitz auf dem Invalidenfriedhof Berlin beigesetzt. Das Grab wurde nach 1989 mit einem Restitutionsstein gekennzeichnet.